# García López de Cárdenas
García López de Cárdenas, (Llerena, Espanha, século XVI – ? ) foi um explorador e conquistador espanhol. É considerado o descobridor europeu do Grand Canyon.

## Vida
Cárdenas era filho de Alonso de Cárdenas e dona Leonor de Luna. Ele foi o comendador de Caravaca de la Cruz.
Cárdenas foi um conquistador ligado às façanhas de Francisco Vásquez de Coronado. Expedições, incluindo a comandada por Pedro de Tobar, que tinha ouvido falar de um grande rio ao norte de Cíbola (Novo México).
Cárdenas foi despachado, em 1540, de Cíbola (Novo México) com a missão expressa de localizar tal rio e de retornar dentro de oitenta dias. Pedro de Sotomayor o acompanhou para registrar o evento como cronista. Depois de uns vinte dias de marcha na direção norte, ele teve êxito; mas sua equipe de exploradores encontrou grande dificuldade em atingir o rio (chamado de rio Tizon), devido o leito estar em uma depressão geográfico, muito abaixo da posição onde eles se encontravam. Eles se encontravam na borda sul de um grande desfiladeiro. Depois de vários dias de fracassadas tentativas de descer até o leito do rio (seus homens tinham sede), seu grupo foi forçado a retornar para Cíbola. 
Enquanto que é creditado a Cárdenas o fato de ser o primeiro europeu a colocar os olhos no Grand Canyon, a Hernando de Alarcón é dado o título de primeiro explorador do rio Colorado, fato este acontecido vários meses antes da descoberta de Cárdenas.